# Албанці в Швейцарії
Албанці у Швейцарії (нім. Albaner in der Schweiz, фр. Albanais en Suisse, італ. Albanesi in Svizzera, алб. Shqiptarët në Zvicër) переважно походять з Косово, Північної Македонії і меншою мірою з Албанії та інших албанськомовних територій на Балканському півострові. Їх точне число важко визначити, оскільки деякі етнічні албанці мають громадянство Північної Македонії, Сербії або інших країн колишньої Югославії.
Протягом 1990-х і 2000-х років у Швейцарії перебувала значна кількість албанців з колишньої Югославії. У той час, як помірна кількість громадян Югославії проживала у Швейцарії протягом 1980-х років, основна частина імміграції відбулася в результаті югославських воєн і пізніше війни в Косово, а також через возз'єднання сімей тих, хто іммігрував у цей період.
Станом на 2009 рік у Швейцарії проживало близько півмільйона іммігрантів з колишньої Югославії, що відповідає приблизно 6,5 % загального населення Швейцарії. Близько половини цієї кількості становлять албанці (переважно косовські албанці і меншою мірою албанці з Північної Македонії).
Взявши як одну групу, вихідці з колишньої Югославії є найбільшою групою іммігрантів у Швейцарії, за ними йдуть італійці — приблизно 294 000 осіб. З етнічної точки зору албанці становлять другу за чисельністю групу іммігрантів.

## Історія

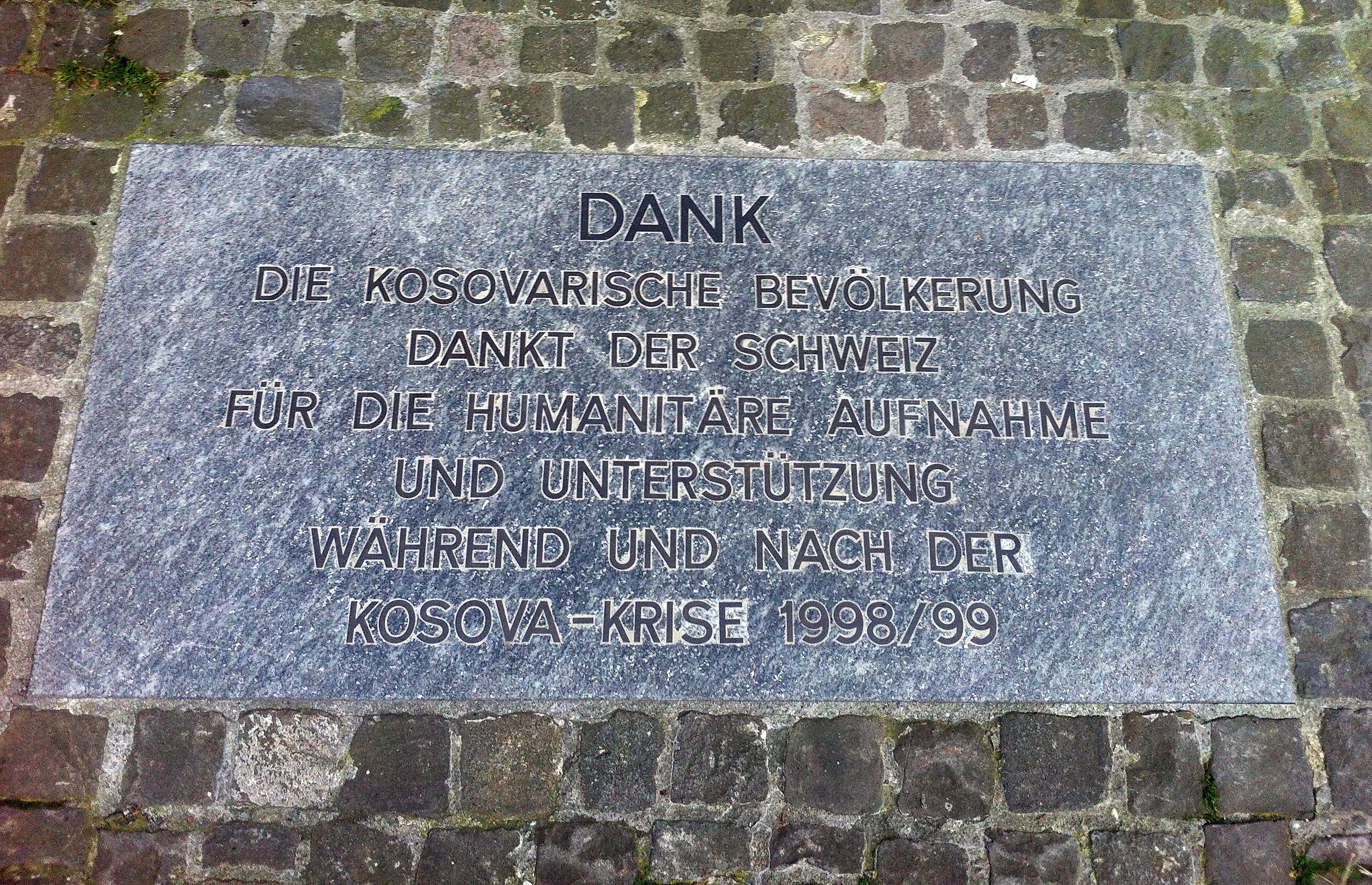
Пам'ятна дошка на Фраумюнстері в Цюриху, на якій албанська громада висловлює свою вдячність за проалбанську політику Швейцарії під час війни в Косово.

До другої половини 20 століття контактів між Албанією та Швейцарією було дуже мало.
Через високий рівень безробіття серед албанців у Косово, Сербії, Чорногорії та Північній Македонії багато албанців приїхали як гастарбайтери до Швейцарії в 1970-х роках. Албанці швидко знайшли роботу та інтегрувалися в соціальні структури Швейцарії. Багато з гастарбайтерів залишилися у Швейцарії й незабаром перевезли всю родину.
До 1980-х років у Швейцарії були майже лише чоловіки-мігранти, які майже не сприймалися як албанці в суспільстві через їхнє югославське громадянство. Багато залишилися в Швейцарії так довго, що згодом змогли отримати прибуток від возз'єднання сімей.
Існує пам'ятна дошка в Цюриху, на якій зображена емігрантська спільнота косовських албанців, яка висловлює вдячність за те, що вони були прийняті до Швейцарії під час війни в Косові.
У 1990-х роках Швейцарія служила важливим центром албанської діаспори з Косово. Деякі з них видавали у Швейцарії албанськомовні газети, які вони служили основою для фінансування та організації ОАК.
З іншого боку, крах комуністичного режиму в Албанії має відношення лише до вимирання албанської діаспори у Швейцарії. На відміну від сусідніх італійців, таких як Німеччина та Албанії, хтось із громадян майже постійно повертав нелегальних іммігрантів назад.
Таким чином, кількість албанців у Швейцарії підскочила, коли ситуація в Косово в 1990-х роках ставала все складнішою. І приймаюча країна, і албанці були погано підготовлені до цієї ситуації й висловили труднощі у вирішенні ситуації.

### Приймання

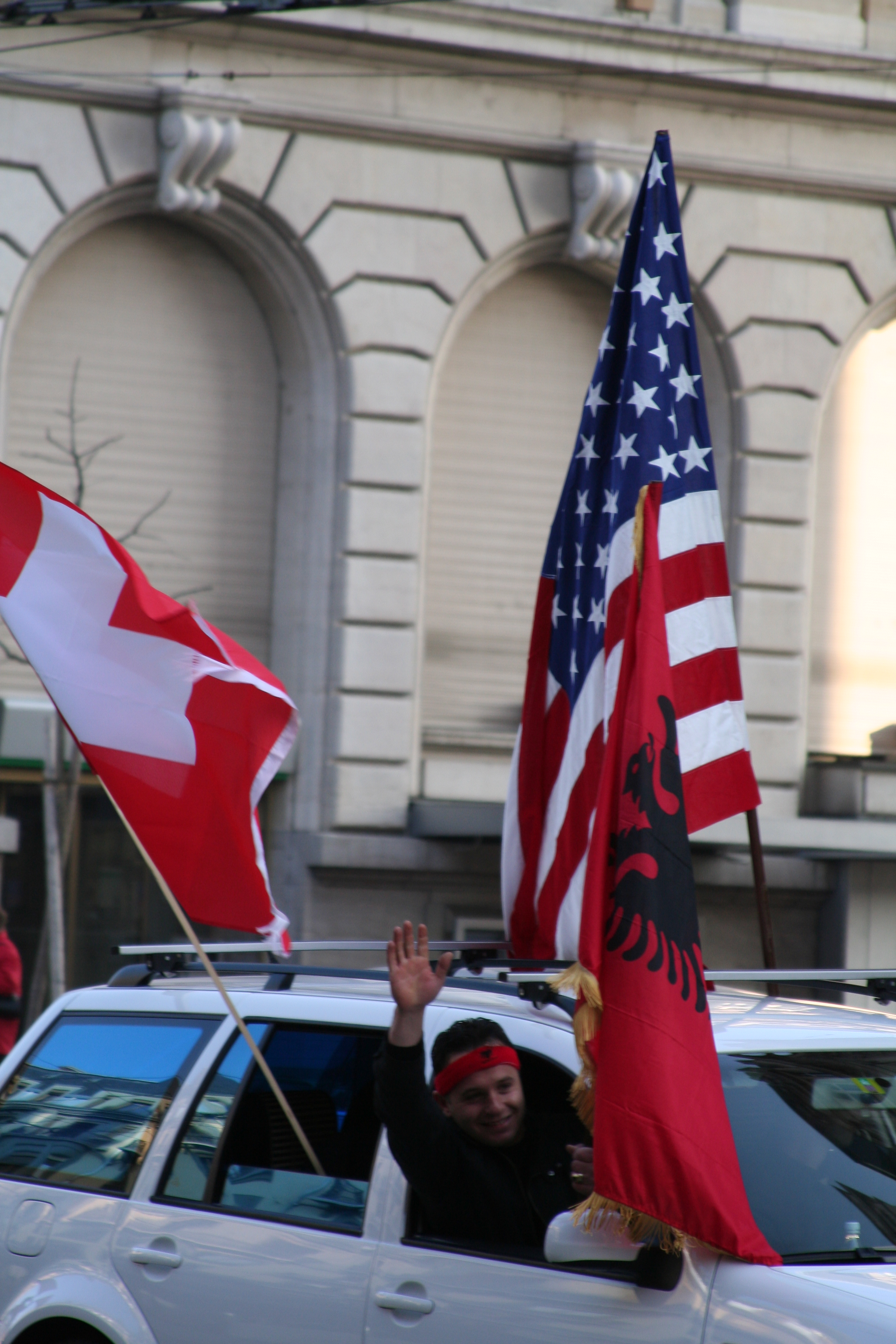
Албанці святкують Декларацію незалежності Республіки Косово в Лозанні 17 лютого 2008 року.

Імідж груп колишньої Югославії у швейцарському суспільстві був дуже поганий. Згідно з опитуванням, проведеним у Цюриху у 2011 році, «колишні югослави» були найменш популярною групою іммігрантів, за ними йдуть турки, араби та німці. За особливо поганий імідж виділяють албанців. Як найбільша група, вони, як правило, є найбільш помітними, окрім фактора опозиції проти ісламу у Швейцарії та проблеми злочинності іммігрантів. Згідно зі статистичними даними за 2010 рік, у молодих чоловіків колишньої Сербії та Чорногорії (що значною мірою відповідає косовським албанцям у Швейцарії) було встановлено, що рівень злочинності становить 31 % молодих чоловіків у швейцарському населенні, тоді як у Хорватії, У Боснії і Герцеговині та Македонії рівень злочинності становив 23 % — 24 % від швейцарської кількості.  Було зазначено, що рівень злочинності не може бути єдиною причиною поганого іміджу угруповання, оскільки рівень злочинності шріланкійців у Швейцарії був все ще вищим — 47 %, хоча ця група має набагато кращу репутацію.

### Прийняття і дискримінація
Не рідко албанську діаспору в Швейцарії піддають ксенофобії та расизму. Багато труднощів інтеграції та кримінальні злочини деяких албанців викликали у багатьох швейцарців застережне ставлення до них, що призвело до страху, ненависті та невпевненості.
Політичні партії, які публічно виступають проти надмірної імміграції та консерватизму традиційної швейцарської культури — зокрема, Швейцарська народна партія (SVP) — посилюють це негативне ставлення серед багатьох прихильників партії. Ці партії вже розпочали низку народних ініціатив, які албанці назвали дискримінаційними. У 1998 році Цюрихський SVP створив передвиборчий плакат із великими літерами "косовські албанці" та «Ні», коли мова йшла про фінансування проєкту інтеграції албанців. У 2009 році швейцарська народна ініціатива «Проти будівництва мінаретів» була прийнята швейцарським народом. Багато албанців-мусульман були обурені таким результатом і висловили своє неприйняття. У 2010 році з'явилася так звана «ініціатива вигнання», яку також підтримали виборці. Згідно із законом, іноземці, які вчинили тяжкі злочини, мають бути депортовані з країни. Таким чином, ініціатива має знизити рівень злочинності та ускладнити натуралізацію іноземців. «Овечий плакат», розроблений SVP, привернув міжнародну увагу і був знову описаний багатьма організаціями іммігрантів у Швейцарії як дискримінаційний.
Економічна інтеграція продовжує створювати труднощі для албанців у Швейцарії. У жовтні 2018 року рівень безробіття в Косові становив 7,0 %, а населення Північної Македонії — 5,3 %, що значно вище за показник для решти постійного населення. Дослідження, проведене Федеральним управлінням з міграції, виправдовує це частково низьким рівнем професійної кваліфікації серед старшого покоління та застереженнями, з якими албанська молодь стикається, вступаючи на роботу. У 1990-х роках багато висококваліфікованих албанців через невизнані дипломи мали такі роботи. B. у будівництві або в громадському харчуванні, де рівень безробіття, як правило, вищий. Це також впливає на рівень соціальної допомоги, який є вищим для етнічних албанців зі значними відмінностями залежно від країни походження. Найбільше постраждали вихідці з Албанії. Натомість кількість студентів албанського походження сьогодні збільшується. У 2008 році у швейцарських вишах навчалося лише 67 осіб, у 2017 році вже 460. Сьогодні албанологи та дослідники міграції припускають, що інтеграція та асиміляція албанців посилюється, аналогічно розвитку італійців у Швейцарії.
У своїй щорічній доповіді Amnesty International у 2010 році заявила, що «ініціатива проти мінаретів» стигматизує албанських мусульман у Швейцарії та посилює расизм у Швейцарії загалом.

Таблиця з 10 найбільш поширеними мовами в Швейцарії станом на 2000 рік. Албанська мова ілюстрована темно-помаранчевим кольором з приблизно 95 000 мовців.

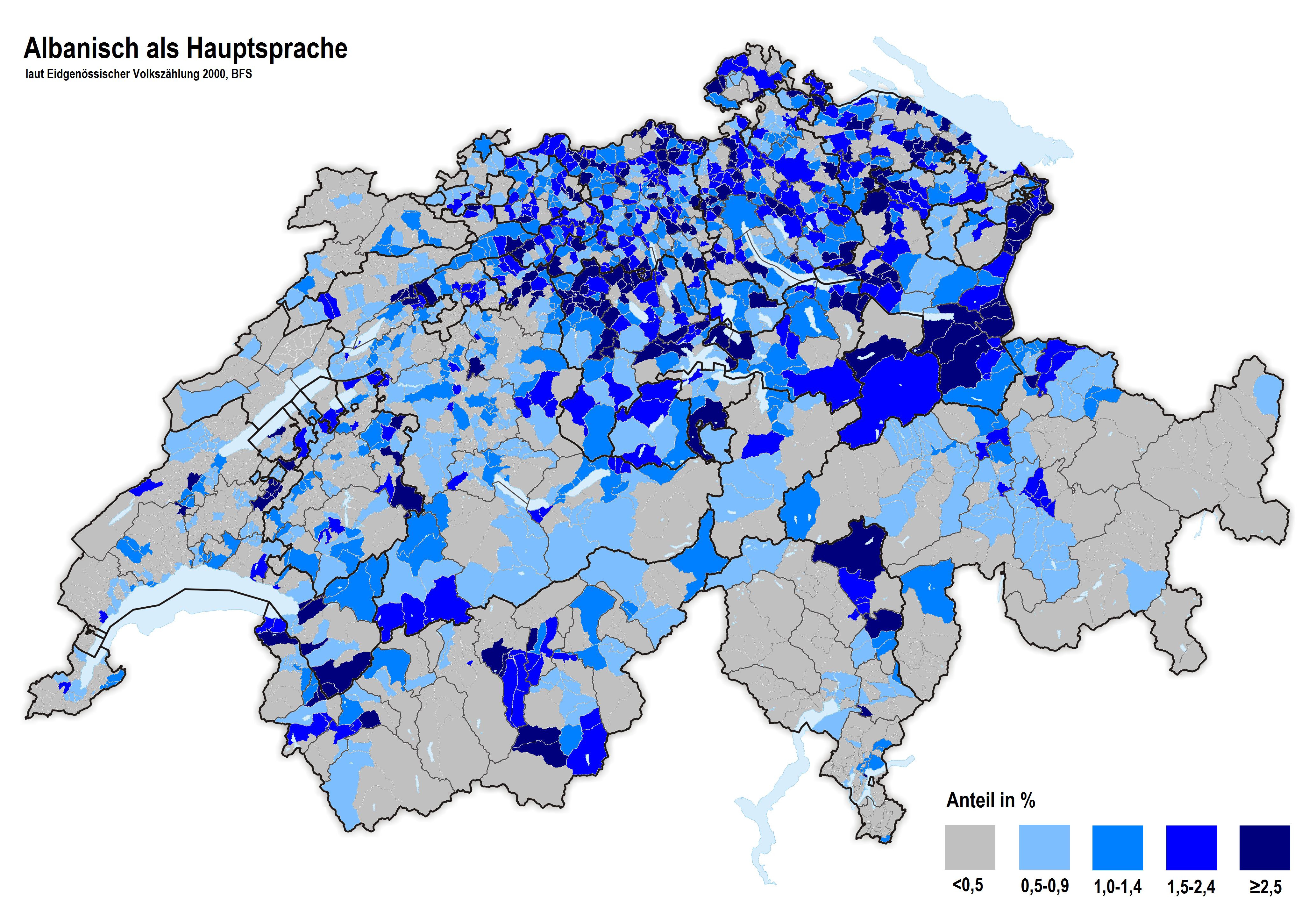
Албанська мова як найкраща мова в Швейцарії станом на 2000 рік.

У Швейцарії досі не зібрано статистичних даних про те, скільки людей називають себе албанцями. Згідно з переписом населення 2000 року, кількість людей, які розмовляють албанською, оцінюється в 170 000 осіб. У 2012 році було 1302 особи з Албанії, 79 261 з громадянством Косова і 61 668 з македонським громадянством, при цьому не всі косовці, ні всі македонці не були албанцями. Загальна кількість людей, які проживають у Швейцарії албанського походження, які мають натуралізовані та подвійні громадянства, на цей час оцінюється приблизно у 200 000 осіб. 3,1 % постійного населення Швейцарії у 2016 році заявили, що використовують албанську як основну мову, що відповідає 258'415. Таким чином, албанці разом із 316,525 італійцями, 303,525 німцями та 268,660 португальцями належать до найбільших груп іноземців у Швейцарії.
Албанці зосереджені в німецькомовній Швейцарії. Важливими центрами албанської діаспори в Швейцарії є Цюрих, Базель, Берн, Вінтертур і Санкт-Галлен.
Кількість албанців, які проживають у Швейцарії, офіційно не зафіксована, оскільки офіційна статистика розрізняє іноземців за національністю. Албанці були записані як громадяни Албанії, Македонії, Швейцарії або Серби. Особи з Балкан можуть бути натуралізовані вище середнього. Ці натуралізовані швейцарці повністю зникають у статистиці.

### Статистика
Кантони з найбільшою концентрацією албанців — це Ааргау, Базель-Штадт і Ландшафт, Берн, Женева, Санкт-Галлен і Цюрих, переважно в німецькомовній Швейцарії і в меншій мірі у франкомовній Швейцарії. Найменше їх можна знайти в Аппенцелль-Ауссерроден, Аппенцелль-Іннерроден, Нідвальден і Обвальден.
| кантон                 | Громадяни Албанії | Громадяни Косова |
| ---------------------- | ----------------- | ---------------- |
| Ааргау                 | 183               | 18 120           |
| Аппенцелль Ауссерроден | 8                 | 322              |
| Аппенцелль Іннерроден  | 0                 | 11               |
| Базель-ландшафт        | 53                | 3743             |
| Базель-Штадт           | 69                | 2320             |
| Берн                   | 227               | 8910             |
| Фрібург                | 53                | 4655             |
| Женева                 | 266               | 5827             |
| Гларус                 | 3                 | 844              |
| Граубюнден             | 6                 | 585              |
| Юра                    | 11                | 565              |
| Люцерн                 | 92                | 7 875            |
| Невшатель              | 22                | 1176             |
| Нідвальден             | 4                 | 340              |
| Обвальден              | 0                 | 284              |
| Шаффхаузен             | 20                | 1425             |
| Швіц                   | 13                | 2941             |
| Золотурн               | 73                | 5831             |
| Санкт-Галлен           | 119               | 9 590            |
| Тургау                 | 47                | 2855             |
| Тічіно                 | 102               | 1729             |
| Урі                    | 4                 | 131              |
| Вале                   | 34                | 2211             |
| Во                     | 299               | 9793             |
| Цуг                    | 24                | 1291             |
| Цюрих                  | 381               | 18 452           |
| Швейцарія              | 2113              | 111 826          |

## Культура
З 1990-х років у Швейцарії виникли численні асоціації метою яких було представляти албанську діаспору. Спочатку це були лише релігійні та місцеві групи в деяких великих містах, пізніше були створені організації та громади, які мали б представляти всіх албанців по всій Швейцарії.
Серед найсильніших членських асоціацій є Албанська громада в Швейцарії (Albanian Bashkësia Shqiptare në Zvicër). Для мусульман є перш за все Союз албанських імамів у Швейцарії (albi Unioni i imamëve shqiptarë në Zvicër) і Албансько-ісламська федерація Швейцарії (Alb. Башкесія Ісламе Шкіптаре Звіцер). Серед найбільших інтелектуальних угруповань є спілка албанських інтелектуалів у Швейцарії (Alb. Bashkimi i Intellektualëve Shqiptarë në Zvicër). Асоціаціями для обміну між албанцями та швейцарцями є Institut Suisse d'Etudes Albanaises (ISEAL) та Товариство Швейцарія-Албанія.
Крім того, зараз існує безліч менших клубів, таких як футбольні клуби, танцювальні колективи, місцеві представництва політичних партій, професійні та студентські організації, навчальні заклади та релігійні групи.
У травні 2011 року в Берні було засновано союз усіх албанців у Швейцарії. Албанська парасолькова організація могла б функціонувати як лобі для албанців з усіх албанських районів на Балканах.

## Помітні люди

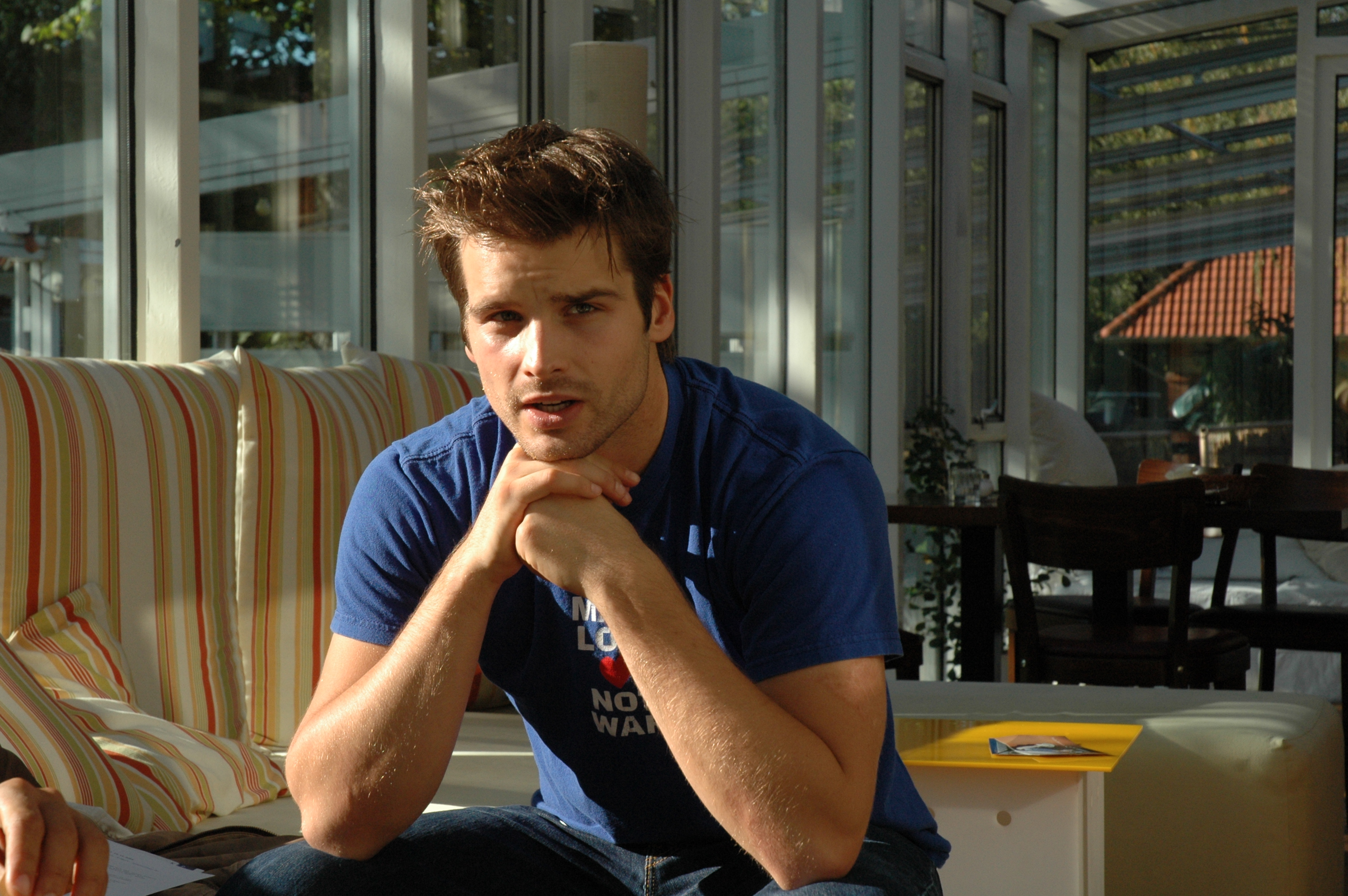
Патрік Нуо
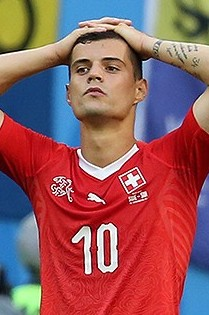
Граніт Джака
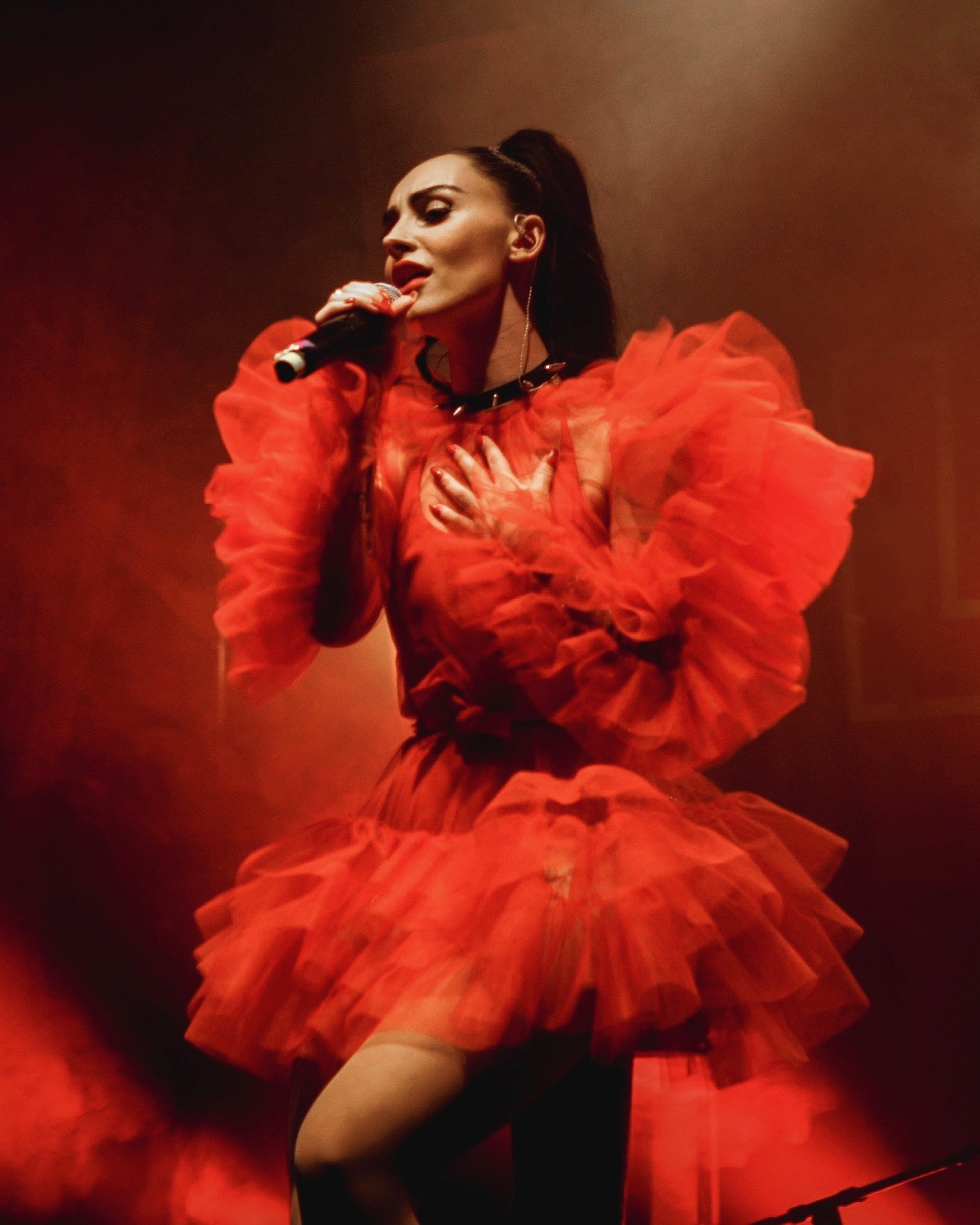
Іліра
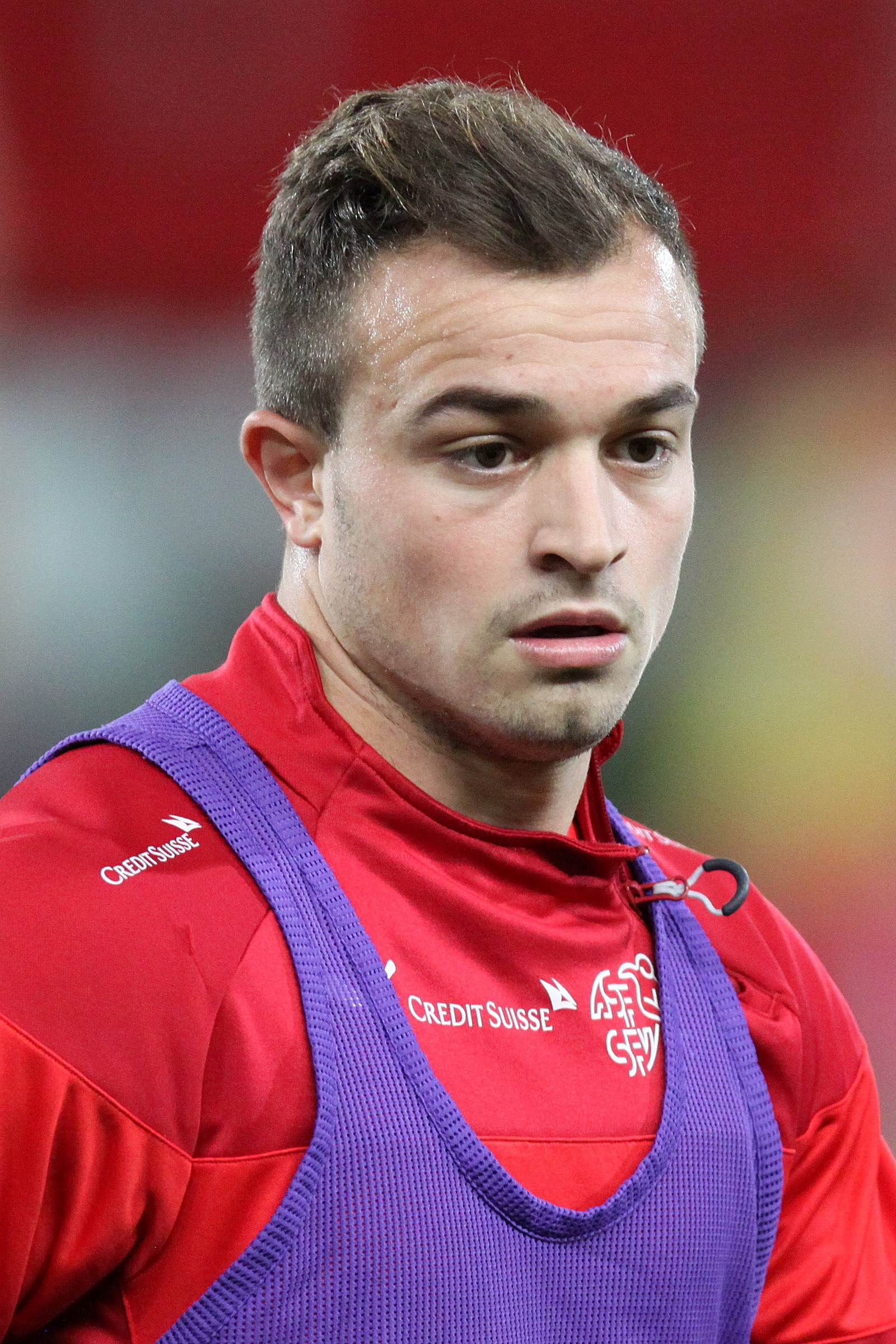
Джердан Шакірі
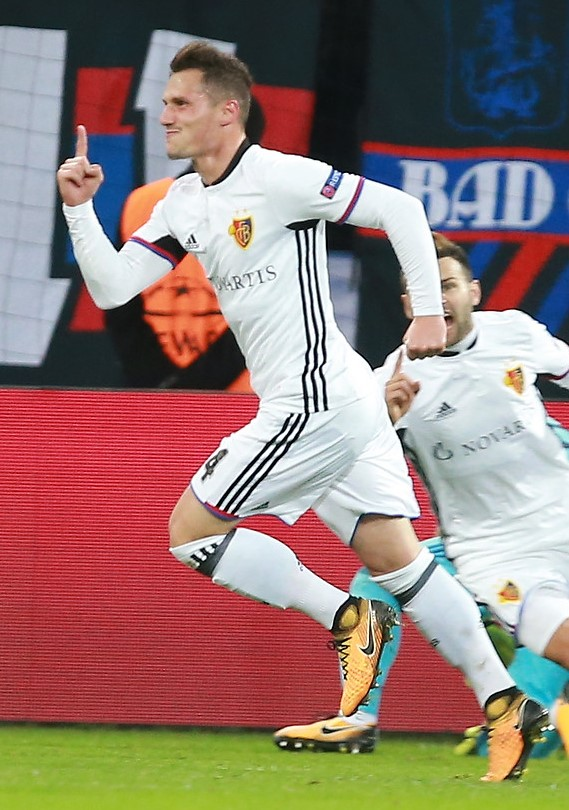
Таулант Джака
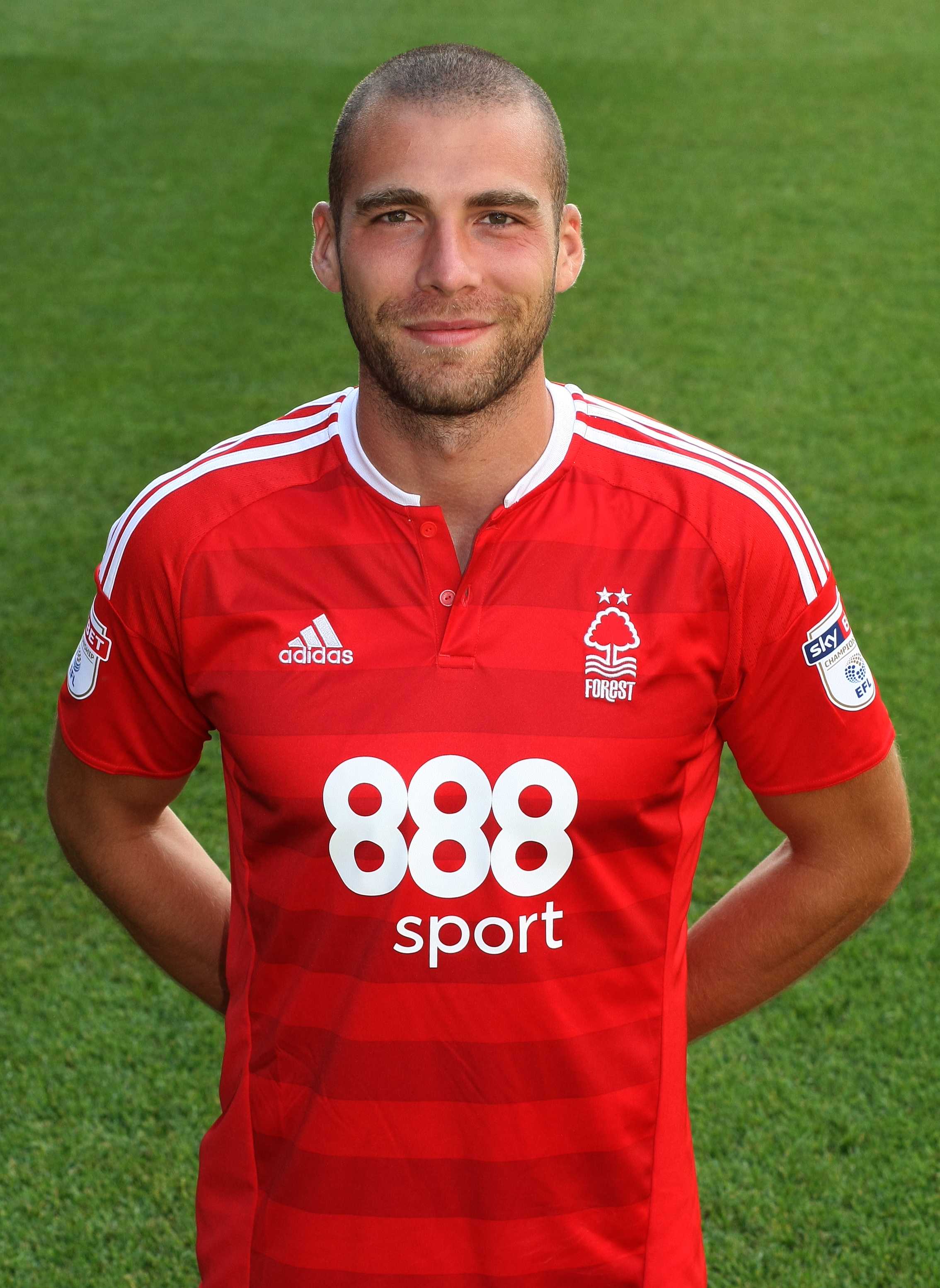
Пайтім Касамі